# Altea (mitología)

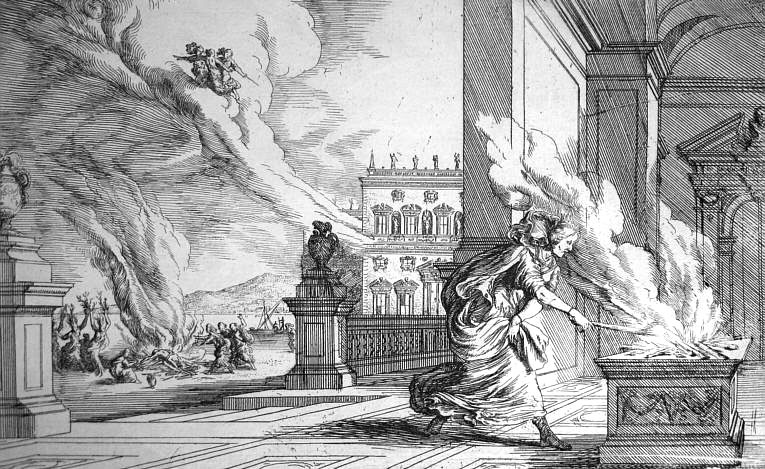
Altea representada en un grabado de Johann Wilhelm Baur para una edición de la obra de Ovidio Las metamorfosis.

En la mitología griega, Altea (en griego Ἀλθαία: Althaía, esto es, «malvavisco») era la hija del rey de Pleurón, Testio, y de su esposa Euritemiste, hija de Portaón. Era por tanto hermana de Leda e Hipermestra. Altea era la reina de Calidón, a través de su esposo Eneo, y es recordada especialmente en la poesía épica por su carácter trágico. Así Hesíodo la denomina «de sombría mirada» en tanto que Esquilo la refiere como «la miserable hija de Testio».
De su matrimonio con Eneo, rey de Calidón, nació primero Meleagro, héroe por excelencia, aunque muchos dicen que en realidad Altea había dormido la misma noche con Eneo y con Ares y que éste era el auténtico padre del muchacho. Después nacieron los otros hijos varones, que unos dicen eran tres —Toxeo, Tireo y Clímeno—, otros que cuatro — Feres, Agelao, Toxeo y Clímeno— y otros que cinco —Fereo, Agelao, Toxeo, Clímeno y Perifante—. Altea también tuvo de Eneo dos hijas, Gorge y Deyanira, pero otros añaden a unas tales Eurímede y Melanipe. Algunos alegan que Dioniso fue el verdadero padre de Deyanira, y que había sido engendrada la vez que Dioniso se hospedó en la corte de Eneo y que incluso el propio Eneo les dejó intimidad para amarse. Una sola fuente posterior dice que Anceo, el argonauta natural de Samos, nació de la unión entre Altea y Poseidón, aunque probablemente el autor confunda Altea con Astipalea.
En la poesía épica se nos dice que cuando los hermanos de Altea se disputaban la piel del jabalí de Calidón porque Ificlo, el mayor de los hijos de Testio, había sido el primero en herir al jabalí, Artemisa, ofendida, provocó que estallara una guerra entre los curetes de Pleurón y los etolios de Calidón. En medio de la batalla Meleagro mató a algunos o a todos sus tíos. Cuando Altea se disponía a entregar algunos presentes a los templos para asegurar la victoria de su hijo, vio horrorizada como los cadáveres de sus hermanos eran retirados del campo de batalla. Altea, llena de odio y venganza contra su propio hijo, comenzó a maldecir a Meleagro a viva voz por toda Calidón y oraba a los dioses, con lágrimas en los ojos, que éstos acabaran con la vida de su hijo. Oyó sus súplicas la Erinis, que provocó una contienda aún más fiera y casi condena toda Calidón. El propio Meleagro, irritado contra su madre por sus constantes agravios, decidió encerrarse en el palacio y abandonó Calidón a su suerte.
Los poetas latinos ya introdujeron el rasgo más característico de la leyenda de Meleagro. Se dice que nada más alumbrar Altea a Meleagro apareció súbitamente un tizón o leño ardiente en las estancias del palacio. Se presentaron ante Altea las tres Moiras y ellas sentencieron el destino del infante: Cloto alegó que sería noble, Láquesis que sería valiente, pero Átropo, observando el tizón que ardía en la leña, dijo que el niño viviría tanto tiempo como el tizón permaneciera sin consumirse. Cuando Altea oyó esto saltó de la cama, apartó el tizón funesto del fuego y lo enterró en algún lugar del palacio, para que no fuese destruido por el fuego. Más tarde, cuando Altea recibió la noticia de la muerte de sus hermanos, y presa de la aflicción, decidió arrojar el leño al fuego, lo que causó la muerte de Meleagro y el final de la casa de Eneo. Sobre el final de Altea, ésta se ahorcó tras la muerte de Meleagro junto con su nuera Cleopatra.